# Вја 4 Новембре Барцон (Венеција)
Вја 4 Новембре Барцон је насеље у Италији у округу Венеција, региону Венето.
Према процени из 2011. у насељу је живело 57 становника. Насеље се налази на надморској висини од 0 м.